# Villanueva del Pardillo
Villanueva del Pardillo er en by og kommune i det centrale Spanien i Madrid-regionen. Den har et indbyggertal på 18.086 (2024) indbyggere.